# Kamenná (Milín)
Kamenná je malá vesnice, část obce Milín v okrese Příbram ve Středočeském kraji. Nachází se asi čtyři kilometry západně od Milína. Vesnicí protéká Lazský potok. Je zde evidováno 42 adres. V roce 2011 zde trvale žilo 53 obyvatel.
Kamenná leží v katastrálním území Kamenná u Příbramě o rozloze 1,9 km². Východní část osady Kamenná patří do katastrálního území a obce Lazsko. V roce 2012 se obce Lazsko a Milín dohodly na změně hranic obcí a na převedení části katastrálního území Lazsko ke katastrálnímu území Kamenná u Příbramě v obci Milín.

## Historie
První písemná zmínka o vesnici pochází z roku 1379.

## Obyvatelstvo
| Rok            | 1869 | 1880 | 1890 | 1900 | 1910 | 1921 | 1930 | 1950 | 1961 | 1970 | 1980 | 1991 | 2001 | 2011 | 2021 |
| -------------- | ---- | ---- | ---- | ---- | ---- | ---- | ---- | ---- | ---- | ---- | ---- | ---- | ---- | ---- | ---- |
| Počet obyvatel | 288  | 254  | 215  | 210  | 171  | 180  | 164  | 115  | 120  | 92   | 69   | 48   | 51   | 53   | 63   |
| Počet domů     | 43   | 40   | 32   | 39   | 31   | 31   | 32   | 35   | 30   | 27   | 26   | 28   | 28   | 32   | 32   |

## Obecní správa
Při sčítání lidu v letech 1850–1979 Kamenná byla samostatnou obcí v okrese Příbram. Od 1. ledna 1980 je částí obce Milín v okrese Příbram.

## Pamětihodnosti
- Zřícenina zámku
- V lese mezi Kamennou a částí Příbrami Zavržice se nachází Židovský hřbitov v Kamenné, zařazený mezi kulturní památky Příbrami.